# Operazione Crêpes Suzette
Operazione Crêpes Suzette (Darling Lili) è un film statunitense del 1970 diretto da Blake Edwards.

## Trama
Lili Smith è una spia tedesca che durante la prima guerra mondiale si esibisce come chanteuse per carpire segreti militari al maggiore Larrabee. Gli eventi precipitano quando la Smith si innamora del maggiore.

## Tagli della Paramount
Cercando di rilanciare un film che all'uscita fece flop al botteghino, e cercando di eliminare le scene impostegli dalla Paramount (come la canzone dei bambini francesi che nelle intenzioni dei produttori voleva essere un richiamo attira-pubblico a Tutti insieme appassionatamente), nel 1988 il regista curò per la messa in onda in TV una versione ridotta rispetto all'originale e dai toni più seri. Questa versione da 107 minuti è stata poi utilizzata per il DVD americano, mentre in Europa è disponibile in Home Video l'edizione integrale da 137 minuti.

## Riconoscimenti
- 1971 - Golden Globe
  - Migliore canzone originale